# 江浦公園駅
座標: 北緯31度16分0.4秒 東経121度31分10.4秒 / 北緯31.266778度 東経121.519556度
江浦公園駅（こうほこうえんえき）は、上海市楊浦区長陽路江浦路に位置する上海軌道交通12号線、18号線の駅。

## 駅構造
- 島式ホーム計2面4線の地下駅。ホームドア設置。

## 歴史
- 2013年12月29日 - 12号線開業。
- 2021年12月30日 - 18号線開業[1]。

## 隣の駅
上海地下鉄
 12号線
大連路駅 - 江浦公園駅 - 寧国路駅
 18号線
江浦路駅 - 江浦公園駅 - 平涼路駅